# Тагайшах
Тагайшах (чагат. طغی شاه‎), Ака Беги (Бегум) (чагат. [اکه بیگی [بیگم‎) — старшая дочь Тамерлана от его жены Турмуш-ага, рождённая ок. 1363 года. 

## Биография
Вероятно её воспитанием занималась и родная мать и её тетя по отцу, Кутлук-Туркан-ага. Замуж Тагай-шах вышла за отпрыска племени тайджиут — Мухаммад-бека, брата жены Тимура — Туман ага и сына эмира Мусы, главы племени и правителя Карши. Также известно, что она внезапно скончалась ок. 1381 года, и то, что Тимур очень переживал утрату дочери, так как та пользовалась его доверием и уважением.
От брака с Мухаммад-беком у Тагайшах родился сын Султан Хусейн. Он впоследствии женился на Кутлуг Султан-бегим, дочери чингизида Искандера Ильчигидая от Биби Фатьмы, дочери эмира Хутталяна Кей-Хосрова. После смерти своего деда Султан Хусейн задумал свергнуть его преемника Халиль-Султана и самому воцариться на престоле. Попытка устроить мятеж в 1405 году завершилась неудачей, он бежал к Шахруху в Герат, где и был казнён.